# Beomužević
Beomužević (em cirílico: Беомужевић) é uma vila da Sérvia localizada no município de Valjevo, pertencente ao distrito de Kolubara. A sua população era de 457 habitantes segundo o censo de 2011.

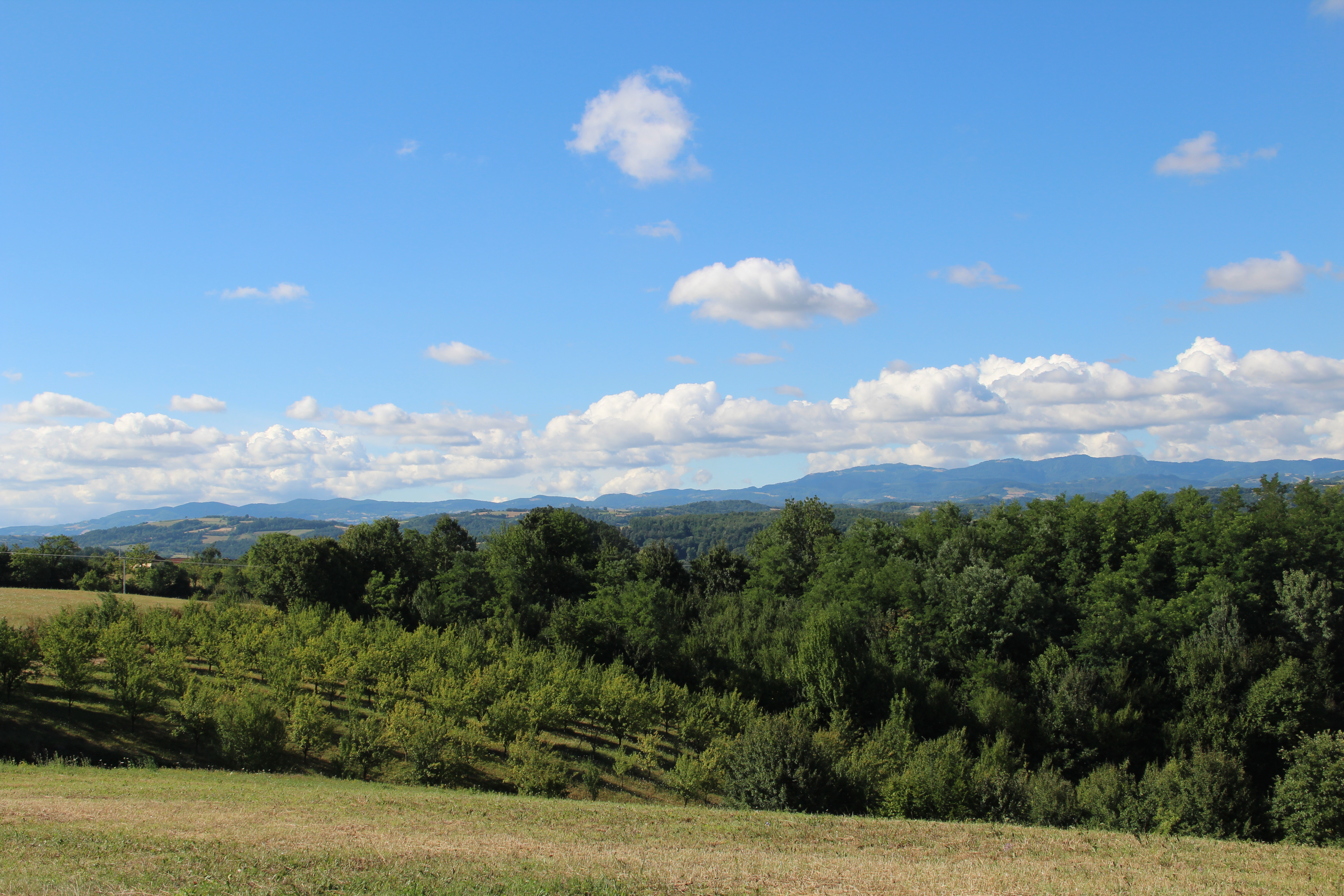
village Beomuzevic - Panorama
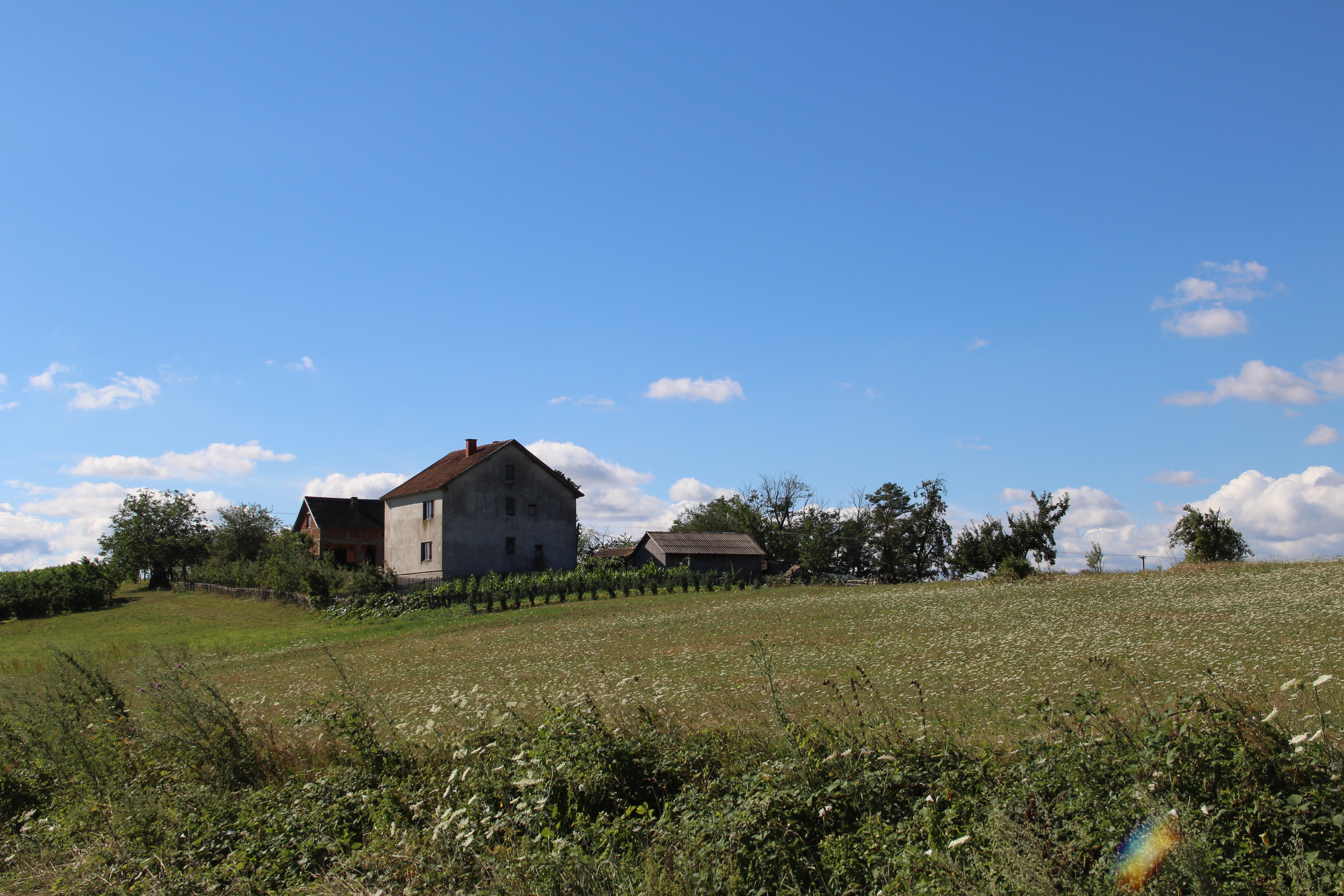
village Beomuzevic - Panorama
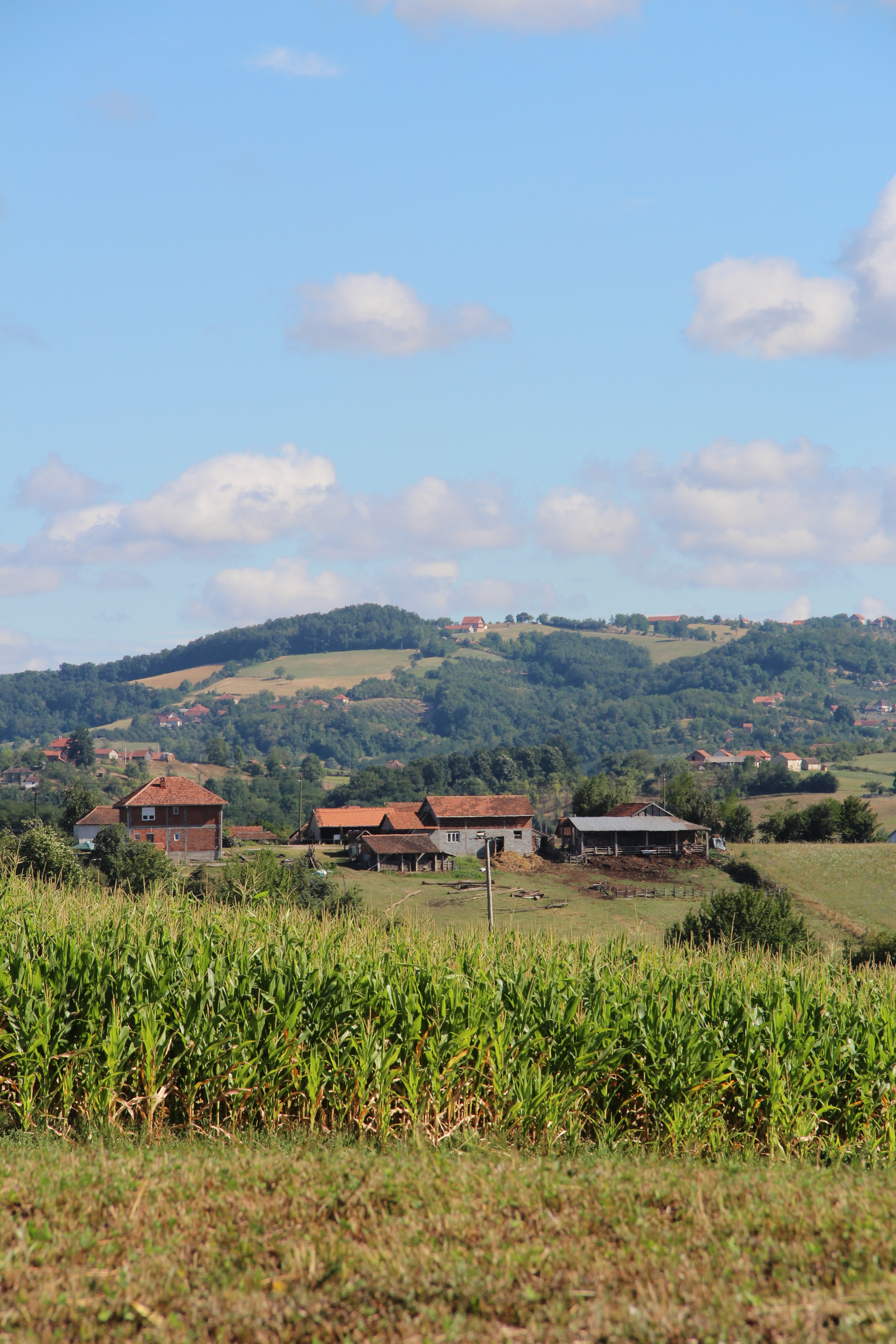
village Beomuzevic - Panorama
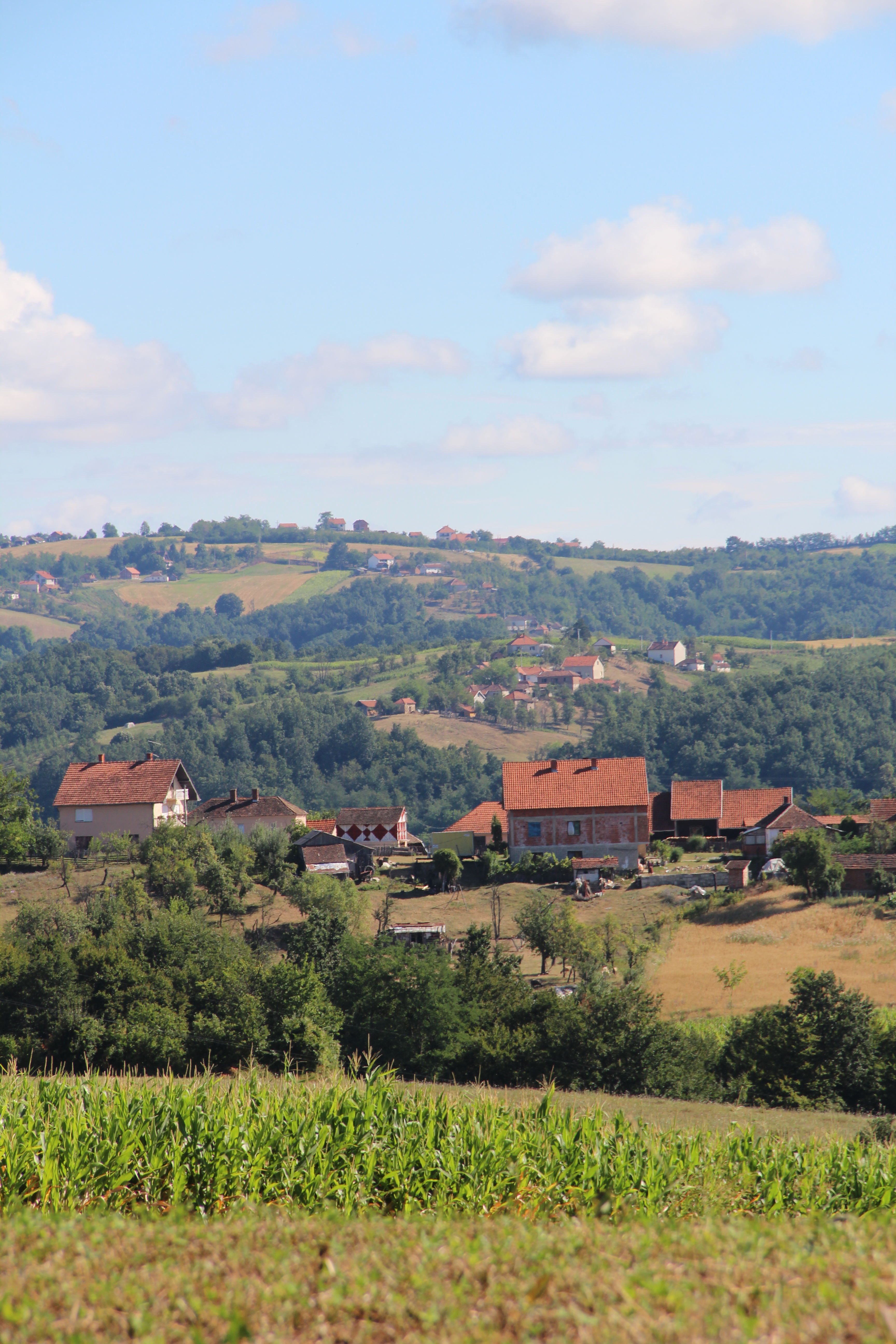
village Beomuzevic - Panorama
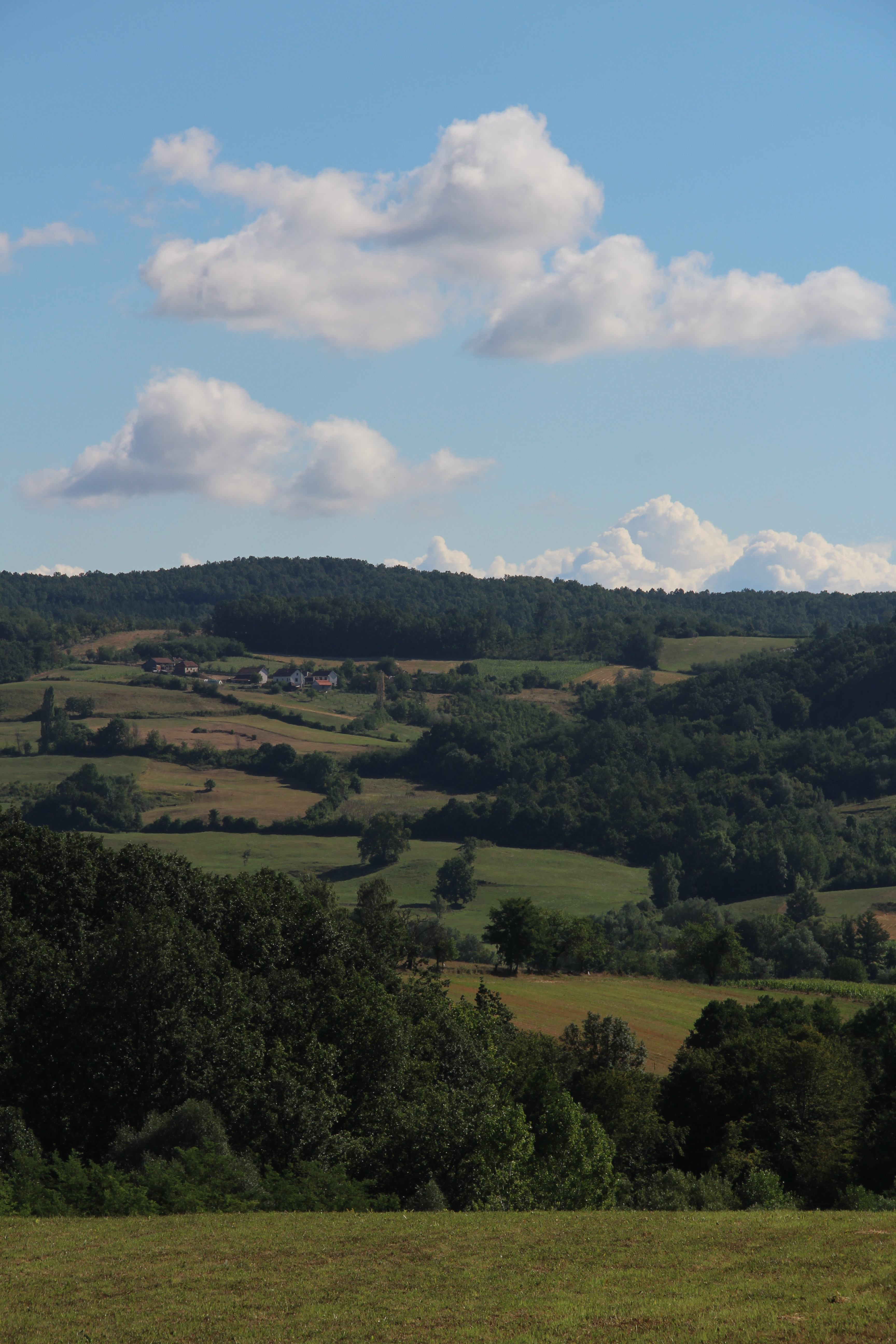
village Beomuzevic - Panorama
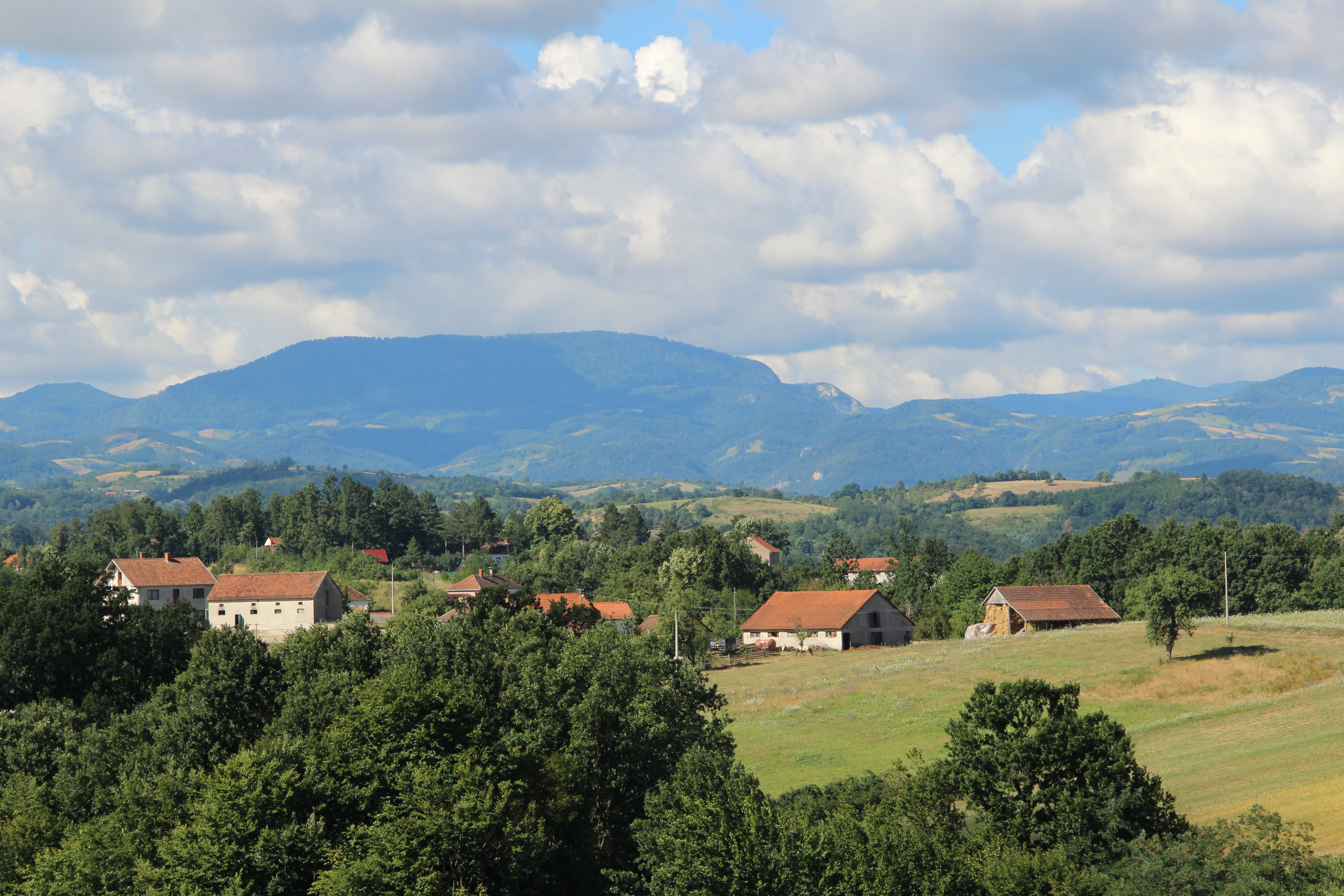
village Beomuzevic - Panorama
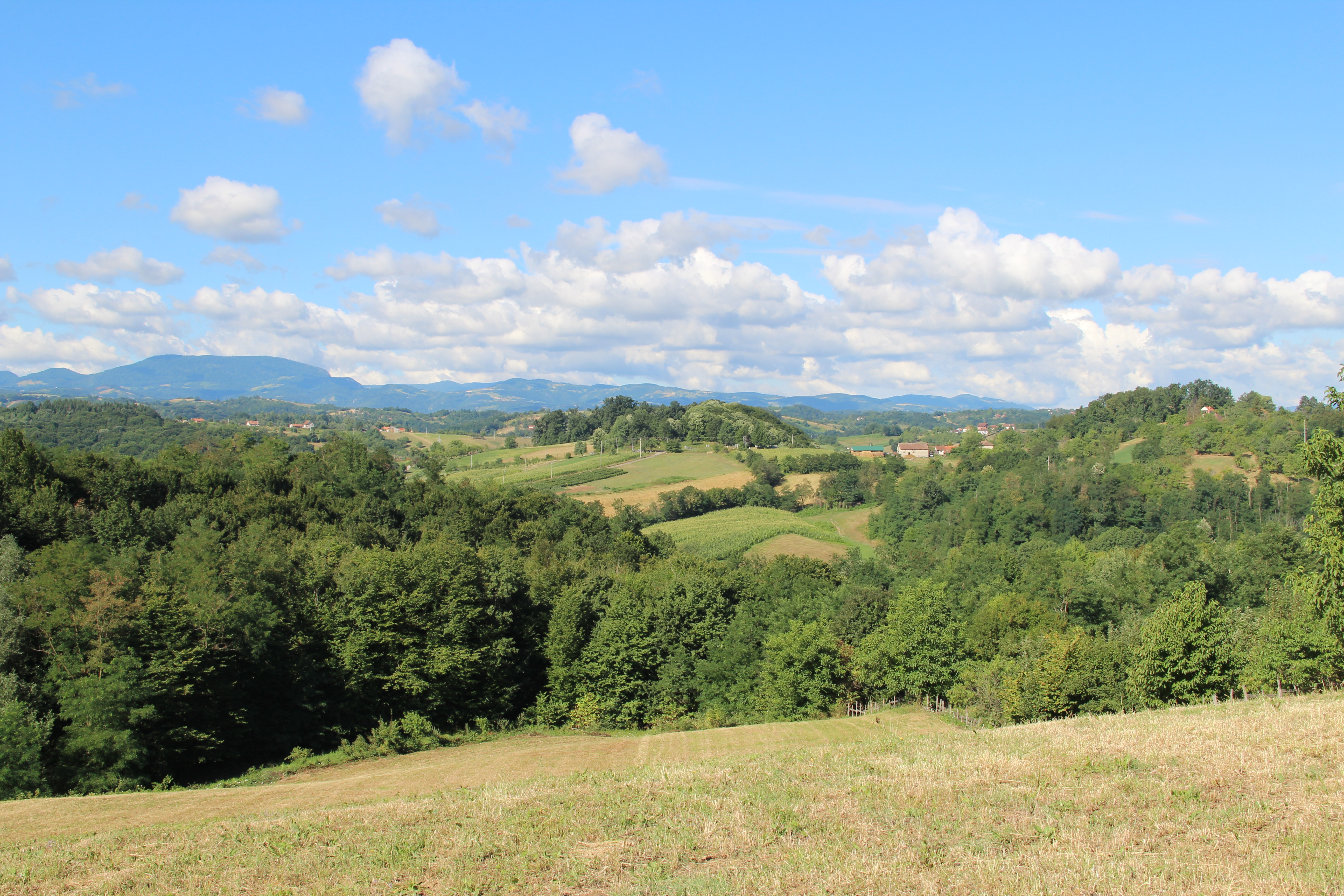
village Beomuzevic - Panorama

## Demografia
| 1948 | 1953 | 1961 | 1971 | 1981 | 1991 | 2002 | 2011 |
| ---- | ---- | ---- | ---- | ---- | ---- | ---- | ---- |
| 868  | 839  | 851  | 788  | 696  | 593  | 528  | 457  |